# Unendlichdimensionale Sphäre
Die unendlichdimensionale Sphäre ist im mathematischen Teilgebiet der Algebraischen Topologie der induktive Limes aller Sphären. Obwohl keine einzige Sphäre zusammenziehbar ist, ist die unendlichdimensionale Sphäre zusammenziehbar und tritt daher etwa als Totalraum mehrerer universeller Hauptfaserbündel auf.

## Definition
Mit der üblichen Definition {\displaystyle S^{n}=\{x\in \mathbb {R} ^{n+1}|\|x\|_{2}=1\}} der Sphäre mit der 2-Norm schränkt sich die kanonische Inklusion {\displaystyle \mathbb {R} ^{n+1}\hookrightarrow \mathbb {R} ^{n+2},x\mapsto (x,0)} zu einer kanonischen Inklusion {\displaystyle S^{n}\hookrightarrow S^{n+1}} ein. Dadurch bilden die Sphären ein induktives System, dessen induktiver Limes:
{\displaystyle S^{\infty }:=\lim _{n\rightarrow \infty }S^{n}}
die unendlichdimensionale Sphäre ist.

## Eigenschaften
Die wichtigste Eigenschaft der unendlichdimensionalen Sphäre ist, dass diese zusammenziehbar ist. Da die unendlichdimensionale Sphäre die Zellstruktur der Sphären erbt, reicht es nach dem Satz von Whitehead aus, dass diese schwach zusammenziehbar ist. Anschaulich verschwinden bei den Sphären nacheinander die Homotopiegruppen von unten, also bei der unendlichdimensionalen Sphäre alle Homotopiegruppen. Konkret faktorisiert jede stetige Abbildung {\displaystyle S^{k}\rightarrow S^{\infty }} wegen der Kompaktheit der vorderen Sphäre über eine kanonische Inklusion {\displaystyle S^{n}\hookrightarrow S^{\infty }}, wobei {\displaystyle k<n} ohne Beschränkung der Allgemeinheit angenommen werden kann. Da {\displaystyle \pi _{k}(S^{n})} trivial ist, ist also {\displaystyle \pi _{k}(S^{\infty })} trivial.

## Anwendung
- {\displaystyle S^{\infty }\twoheadrightarrow \mathbb {R} P^{\infty }} ist das universelle {\displaystyle \operatorname {O} (1)}-Hauptfaserbündel, also {\displaystyle \operatorname {EO} (1)\cong S^{\infty }}. Das {\displaystyle \operatorname {O} (1)}-Hauptfaserbündel {\displaystyle S^{n}\twoheadrightarrow \mathbb {R} P^{n}} wird dann etwa klassifiziert durch die kanonische Inklusion {\displaystyle i\colon \mathbb {R} P^{n}\hookrightarrow \mathbb {R} P^{\infty }}, also {\displaystyle S^{n}\cong i^{*}S^{\infty }}.
- {\displaystyle S^{\infty }\twoheadrightarrow \mathbb {C} P^{\infty }} ist das universelle U(1)-Hauptfaserbündel, also {\displaystyle \operatorname {EU} (1)\cong \operatorname {ESO} (2)\cong S^{\infty }}. Das {\displaystyle \operatorname {U} (1)}-Hauptfaserbündel {\displaystyle S^{2n+1}\twoheadrightarrow \mathbb {C} P^{n}} wird dann etwa klassifiziert durch die kanonische Inklusion {\displaystyle j\colon \mathbb {C} P^{n}\hookrightarrow \mathbb {C} P^{\infty }}, also {\displaystyle S^{2n+1}\cong j^{*}S^{\infty }}.
- {\displaystyle S^{\infty }\twoheadrightarrow \mathbb {H} P^{\infty }} ist das universelle SU(2)-Hauptfaserbündel, also {\displaystyle \operatorname {ESU} (2)\cong \operatorname {ESp} (1)\cong S^{\infty }}. Das {\displaystyle \operatorname {SU} (2)}-Hauptfaserbündel {\displaystyle S^{4n+3}\twoheadrightarrow \mathbb {H} P^{n}} wird dann etwa klassifiziert durch die kanonische Inklusion {\displaystyle k\colon \mathbb {H} P^{n}\hookrightarrow \mathbb {H} P^{\infty }}, also {\displaystyle S^{4n+3}\cong k^{*}S^{\infty }}.